# Allsvenskan 2011
Allsvenskan 2011 a fost al 87-lea sezon al primei ligi de fotbal suedeze de la înființarea sa din 1924.
Helsingborgs IF a câștigat campionatul în acest sezon, al 7-lea din istorie, în etapa 27, cu o lună înainte de runda finală, la 25 septembrie 2011. Atunci Malmö FF si AIK Solna, singurele echipe care o mai puteau ajunge pe Helsingborg s-au încurcat reciproc, remizând 1-1, iar Helsingborg a câștigat împotriva echipei GAIS, cu 3-1. Acesta a fost al doilea an consecutiv în care un club din Skåne a obținut titlul de campioană. A fost, de asemenea, primul campionat câștigat de Helsingborg în secolul 21, și prima dată de la ediția din 1996 când o echipă a avut asigurat campionatul atât de devreme.

## Informații despre echipe
Un total de șaisprezece echipe au jucat în acest sezon, 14 din sezonul 2010 și două echipe promovate din Superettan 2010.
Åtvidabergs FF și IF Brommapojkarna au fost retrogradate la sfârșitul sezonului 2010, după ce au terminat pe ultimele 2 locuri ale clasamentului. Åtvidaberg s-a întors în Superettan după numai un sezon în Allsvenskan și Brommapojkarna după 2 sezoane în Allsvenskan. Åtvidabergs FF și IF Brommapojkarna au fost înlocuite de FC Syrianska și IFK Norrköping. Norrköping a revenit după o absență de doi ani, în timp ce FC Syrianska a reușit să ajungă pentru prima dată în istorie în Allsvenskan.
Gefle IF s-a menținut în Allsvenskan după ce a învins echipa GIF Sundsvall cu scorul general de 3-0 într-un play-off retrogradare / promovare.

### Stadioane și locația
| Echipă          | Locație     | Stadion                  | Capacitatea stadionului1 |
| --------------- | ----------- | ------------------------ | ------------------------ |
| AIK             | Stockholm   | Råsunda Stadium          | 36,800                   |
| Djurgårdens IF  | Stockholm   | Stockholm Stadion        | 14,700                   |
| Elfsborg        | Borås       | Borås Arena              | 16,899                   |
| GAIS            | Göteborg    | Gamla Ullevi             | 18,900                   |
| Gefle           | Gävle       | Strömvallen              | 7,300                    |
| IFK Göteborg    | Göteborg    | Gamla Ullevi             | 18,900                   |
| Halmstads BK    | Halmstad    | Örjans Vall              | 15,500                   |
| Helsingborgs IF | Helsingborg | Olympia                  | 16,500                   |
| Häcken          | Göteborg    | Rambergsvallen           | 6,000                    |
| Kalmar FF       | Kalmar      | Guldfågeln Arena         | 12,000                   |
| Malmö FF        | Malmö       | Swedbank Stadion         | 24,000                   |
| Mjällby         | Mjällby     | Strandvallen             | 7,500                    |
| IFK Norrköping  | Norrköping  | Idrottsparken            | 17,234                   |
| Syrianska FC    | Södertälje  | Södertälje Fotbollsarena | 6,400                    |
| Trelleborgs FF  | Trelleborg  | Vångavallen              | 10,000                   |
| Örebro SK       | Örebro      | Behrn Arena              | 13,129                   |

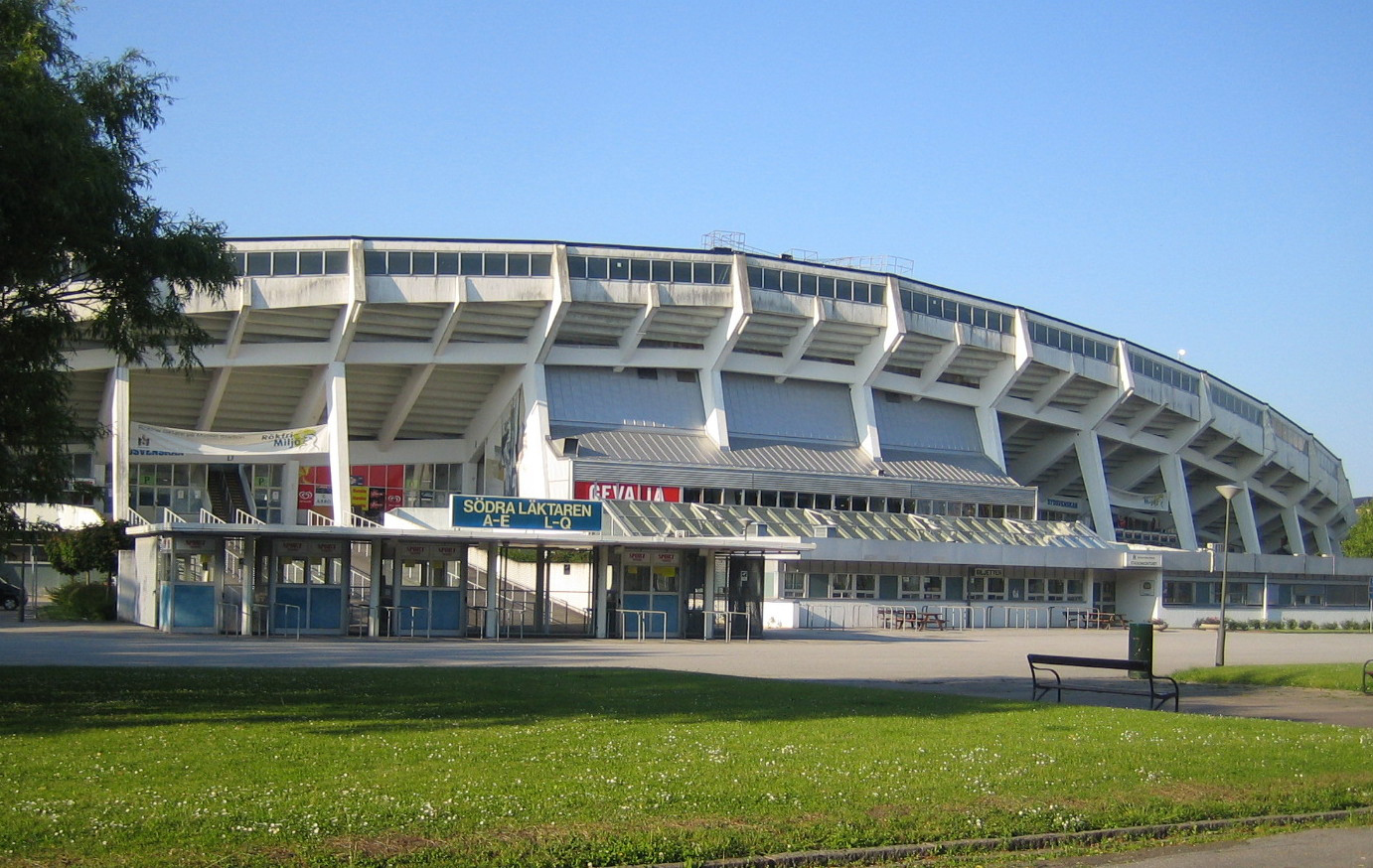
Malmö Stadion

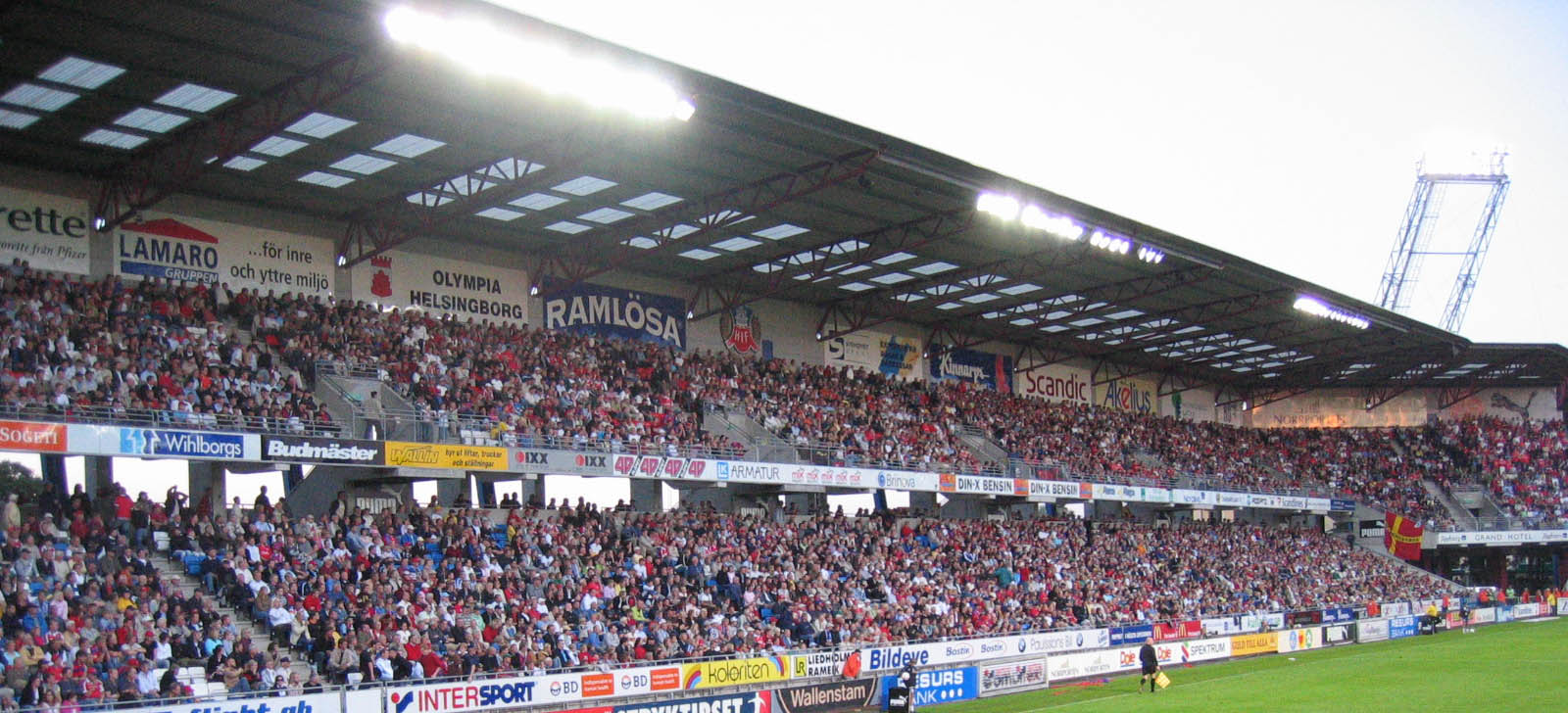
Helsingborgs Stadion

- 1 According to each club information page at the Swedish Football Association website for Allsvenskan.[1]

### Personal și sponsori

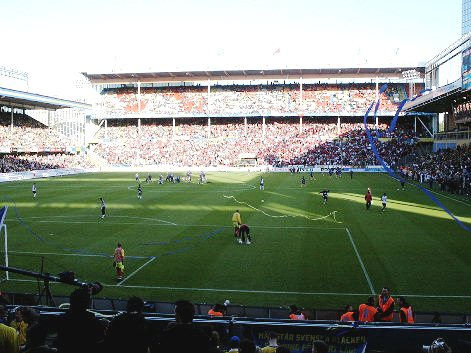
Råsunda

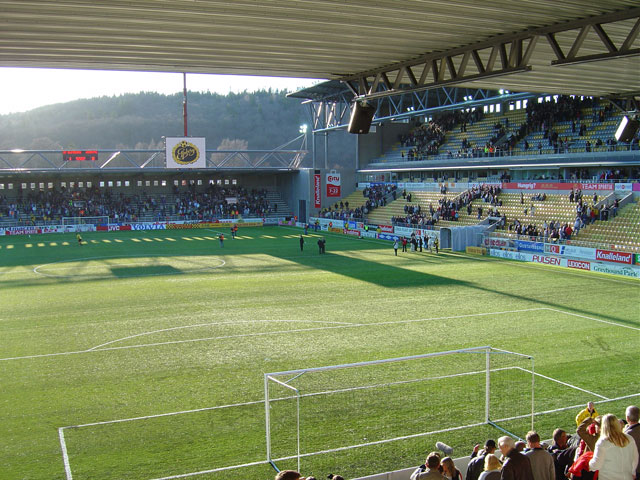
Borås Arena

| Echipa          | Antrenor principal1                  | Căpitan             | Echipament | Sponsor                    |
| --------------- | ------------------------------------ | ------------------- | ---------- | -------------------------- |
| AIK             | Andreas Alm                          | Daniel Tjernström   | adidas     | Åbro                       |
| Djurgårdens IF  | Magnus Pehrsson Carlos Banda         | Joel Riddez         | adidas     | ICA                        |
| Elfsborg        | Magnus Haglund                       | Anders Svensson     | Umbro      | Swedbank                   |
| GAIS            | Alexander Axén                       | Fredrik Lundgren    | Puma       | Swedbank Åbro              |
| Gefle           | Per Olsson                           | Daniel Bernhardsson | Umbro      | Sandvik                    |
| IFK Göteborg    | Jonas Olsson                         | Adam Johansson      | adidas     | Prioritet Finans           |
| Halmstads BK    | Jens Gustafsson                      | Johnny Lundberg     | Puma       | ICA                        |
| Helsingborgs IF | Conny Karlsson Per-Ola Ljung2        | Pär Hansson         | Puma       | Resurs Bank                |
| Häcken          | Peter Gerhardsson                    | Jonas Henriksson    | Nike       | BRA Bygg                   |
| Kalmar FF       | Nanne Bergstrand                     | Henrik Rydström     | Puma       | Audio Video                |
| Malmö FF        | Rikard Norling                       | Daniel Andersson    | Puma       | ICA                        |
| Mjällby         | Peter Swärdh                         | Marcus Ekenberg     | Umbro      | Stål & Rör Montage Beglast |
| IFK Norrköping  | Janne Andersson                      | Mathias Florén      | Puma       | Holmen                     |
| Syrianska FC    | Özcan Melkemichel Valeri Bondarenko2 | Ahmet Özdemirok     | Nike       | Telge                      |
| Trelleborgs FF  | Tom Prahl                            | Kristian Haynes     | Masita     | Trelleborg                 |
| Örebro SK       | Sixten Boström                       | Fredrik Nordback    | Puma       | Malmbergs                  |

## Clasament final
| Poz | Echipa              | MJ | V  | E  | Î  | GM | GP | G   | Pct | Promovare sau retrogradare                                |
| --- | ------------------- | -- | -- | -- | -- | -- | -- | --- | --- | --------------------------------------------------------- |
| 1   | Helsingborgs IF (C) | 30 | 18 | 9  | 3  | 55 | 27 | +28 | 63  | UCL 2012-2013 Turul 2 preliminar                          |
| 2   | AIK                 | 30 | 18 | 4  | 8  | 46 | 27 | +19 | 58  | Turul doi preliminar al UEFA Europa League 2012-2013      |
| 3   | IF Elfsborg         | 30 | 18 | 3  | 9  | 52 | 32 | +20 | 57  | UEL 2012-2013 Primul tur preliminar                       |
| 4   | Malmö FF            | 30 | 15 | 9  | 6  | 37 | 30 | +7  | 54  |                                                           |
| 5   | GAIS                | 30 | 16 | 3  | 11 | 47 | 34 | +13 | 51  |                                                           |
| 6   | BK Häcken           | 30 | 14 | 7  | 9  | 52 | 32 | +20 | 49  |                                                           |
| 7   | IFK Göteborg        | 30 | 13 | 6  | 11 | 42 | 34 | +8  | 45  |                                                           |
| 8   | Kalmar FF           | 30 | 13 | 5  | 12 | 39 | 34 | +5  | 44  | UEL 2012-2013 Primul tur preliminar 1                     |
| 9   | Gefle IF            | 30 | 10 | 11 | 9  | 31 | 39 | −8  | 41  |                                                           |
| 10  | Mjällby AIF         | 30 | 12 | 4  | 14 | 33 | 39 | −6  | 40  |                                                           |
| 11  | Djurgårdens IF      | 30 | 10 | 6  | 14 | 36 | 40 | −4  | 36  |                                                           |
| 12  | Örebro SK           | 30 | 11 | 3  | 16 | 36 | 45 | −9  | 36  |                                                           |
| 13  | IFK Norrköping      | 30 | 9  | 7  | 14 | 32 | 49 | −17 | 34  |                                                           |
| 14  | Syrianska FC (O)    | 30 | 8  | 4  | 18 | 27 | 44 | −17 | 28  | Format:Fb competiție 2011 Allsvenskan Relegation Playoffs |
| 15  | Trelleborgs FF (R)  | 30 | 7  | 4  | 19 | 39 | 64 | −25 | 25  | Retrogradare în Format:Fb competiție 2012 Superettan      |
| 16  | Halmstads BK (R)    | 30 | 3  | 5  | 22 | 24 | 58 | −34 | 14  | Retrogradare în Format:Fb competiție 2012 Superettan      |

Ultima actualizare: 23 October 2011
Sursa: svenskfotboll.se sv
Reguli de clasare: 
1) puncte; 2) diferența de goluri; 3) goluri marcate.
1Kalmar FF a luat locul in calificările Europa League lui Helsingborgs IF, care participă în calificările Ligii Campionilor .
POZ = Poziția în clasament; (C) = Campioană; (R) = Retrogradată; (P) = Promovată; (E) = Eliminată; (O) = Câștigătoare de play-off; (A) = Avansează în runda următoare. 
Aplicabil doar când sezonul nu este terminat: 
(Q) = Calificare în faza competiției indicată; (TQ) = Calificare în competiție, dar încă nu în faza indicată; (RQ) = Calificată în competiția de retrogradare indicată; (DQ) = Descalificată din competiție.

### Play-offul pentru sezonul 2012
| Ängelholm                  | 2 – 1  | Syrianska FC |
| -------------------------- | ------ | ------------ |
| Andersson 53' Blomberg 79' | Report | Ijeh 50'     |

| Syrianska FC                                | 3 – 1  | Ängelholm     |
| ------------------------------------------- | ------ | ------------- |
| Barsom 53' Arneng 66' Bennhage 90+2' (o.g.) | Report | Andersson 58' |

Syrianska FC a caștigat cu 4–3 la general.

## Statistici
| Poziție | Jucător         | Club            | Goluri |
| ------- | --------------- | --------------- | ------ |
| 1       | Mathias Ranégie | Häcken/Malmö FF | 21     |
| 2       | Tobias Hysén    | IFK Göteborg    | 16     |
| 3       | Teteh Bangura   | AIK             | 15     |
| 4       | Mervan Çelik    | GAIS            | 14     |
| 5       | Lasse Nilsson   | Elfsborg        | 10     |
| 5       | Wánderson       | GAIS            | 10     |
| 5       | Mikael Dahlberg | Gefle           | 10     |
| 8       | Rasmus Jönsson  | Helsingborgs IF | 9      |
| 8       | Marcus Ekenberg | Mjällby         | 9      |
| 8       | Kristian Haynes | Trelleborgs FF  | 9      |
| 11      | 7 jucători      | 7 jucători      | 8      |
| 18      | 10 jucători     | 10 jucători     | 7      |
| 28      | 8 jucători      | 8 jucători      | 6      |
| 36      | 9 jucători      | 9 jucători      | 5      |
| 45      | 14 jucători     | 14 jucători     | 4      |
| 59      | 25 jucători     | 25 jucători     | 3      |
| 84      | 38 jucători     | 38 jucători     | 2      |
| 122     | 69 jucători     | 69 jucători     | 1      |

| Poziție | Jucător          | Club            | Assists |
| ------- | ---------------- | --------------- | ------- |
| 1       | Wánderson        | GAIS            | 12      |
| 1       | René Makondele   | Häcken          | 12      |
| 3       | Daniel Sjölund   | Djurgårdens IF  | 9       |
| 3       | Daniel Larsson   | Malmö FF        | 9       |
| 5       | Martin Mutumba   | AIK             | 8       |
| 5       | Stefan Ishizaki  | Elfsborg        | 8       |
| 5       | Jonas Lantto     | Gefle           | 8       |
| 8       | Alexander Gerndt | Helsingborgs IF | 7       |
| 9       | John Chibuike    | Häcken          | 6       |
| 9       | Stefan Selaković | IFK Göteborg    | 6       |
| 9       | Daniel Mendes    | Kalmar FF       | 6       |
| 9       | David Löfquist   | Mjällby         | 6       |
| 9       | Mattias Adelstam | Trelleborgs FF  | 6       |
| 14      | 8 jucători       | 8 jucători      | 5       |
| 22      | 10 jucători      | 10 jucători     | 4       |
| 32      | 19 jucători      | 19 jucători     | 3       |
| 51      | 42 jucători      | 42 jucători     | 2       |
| 93      | 83 jucători      | 83 jucători     | 1       |

### Hat-trick
| Jucător             | Pentru       | Contra         | Rezultat | Data               |
| ------------------- | ------------ | -------------- | -------- | ------------------ |
| Mathias Ranégie     | Häcken       | Syrianska FC   | 5–1      | 17 aprilie 2011    |
| Mathias Ranégie     | Häcken       | Trelleborgs FF | 4–1      | 18 iunie 2011      |
| Stefan Selaković    | IFK Göteborg | Syrianska FC   | 3–0      | 10 iulie 2011      |
| Teteh Bangura4      | AIK          | Halmstads BK   | 4–0      | 11 iulie 2011      |
| Tobias Hysén        | IFK Göteborg | Halmstads BK   | 3–1      | 25 iulie 2011      |
| Kennedy Igboananike | Djurgården   | Trelleborgs FF | 4–3      | 11 septembrie 2011 |

- 4 Jucătorul a marcat 4 goluri

### Goluri
- Primul gol al sezonului: Imad Khalili pentru IFK Norrköping contra GAIS (15:15, 3 aprilie 2011)[4]
- Cea mai mare victorie: 6 goluri – Häcken 6–0 Mjällby (3 iulie 2011)[5]
- Meciul cu cele mai multe goluri: 10 goluri – Helsingborgs IF 7–3 Trelleborgs FF (23 iunie 2011)[5]
- Cele mai multe goluri marcate de o singura echipa intr+un meci: 7 goluri – Helsingborgs IF 7–3 Trelleborgs FF (23 iunie 2011)[5]
- Cele mai puține jocuri in care nu a marcat: 2 – Helsingborgs IF[6]
- Cele mai multe jocuri in care nu a marcat: 15 – Syrianska FC[6]

### Cartonașe
- Cea mai penalizată echipă (1 pct pentru cartonaș galben și 3 pentru roșu):  70 – Syrianska FC (55 cartonașe galbene, 5 cartonașe roșii)[7][8]
- Cea mai fair-play echipă: 27 – Gefle (24 cartonașe galbene, 1 cartonaș roșu)[7][8]
- Cele mai multe cartonașe galbene (club): 55 – Syrianska FC[7]
- Cele mai multe cartonașe galbene (jucător): 11 – Ivan Ristić (Syrianska FC)[7]
- Cele mai multe cartonașe roșii (club):  5 – Syrianska FC[8]
- Cele mai multe cartonașe roșii (jucător): 2 – Bobbie Friberg da Cruz (IFK Norrköping)[8]
- Cele mai multe faulturi (jucător): 51 – Shpëtim Hasani (IFK Norrköping)[9][10]

### Meciuri fără gol primit
- Cele mai multe meciuri fără gol primit: 12 – AIK[6]

- Cele mai puține meciuri fără gol primit: 4 – Trelleborgs FF[6]